# Yorkville (Tennessee)
Yorkville è un comune degli Stati Uniti d'America, situato nello Stato del Tennessee, nella Contea di Gibson.